# قلعه شیوا
قلعه شیوا (به انگلیسی: 志波城, Shiwa-jō)، یک قلعه ژاپنی ساخته شده در اوایل دوره هی‌آن به سبک جوساکو واقع در جایی که اکنون بخشی از شهر موریوکا، ایواته، استان ایواته در منطقه توهوکو در شمال هونشو، ژاپن است.